# Edward Mesjasz
Edward Mesjasz (ur. 1 lutego 1929 w Częstochowie, zm. 29 maja 2007 tamże) – polski malarz batalista, pedagog.

## Biografia
Edward Mesjasz urodził się 1 lutego 1929. Ojciec Mesjasza był żołnierzem 1. Pułku Ułanów Krechowieckich. Mesjasz ukończył studia w Akademii Sztuk Pięknych w Krakowie. Jego profesorami byli m.in.: Jerzy Kossak, Czesław Rzepiński, Jerzy Fedkowicz. Po studiach podjął pracę w liceum plastycznym w Częstochowie. Następnie był nauczycielem rysunku technicznego w szkole włókienniczej. Po 1968 uczył rysunku w jednej ze szkół zawodowych, gdzie jego uczniem był Jerzy Duda-Gracz. W 1978 przeszedł na emeryturę. Malarz miał kilka wystaw indywidualnych (Muzeum Wojny w Ottawie w 1972, Muzeum Okręgowe w Częstochowie 1978). Brał też udział w wystawach zbiorowych. Był członkiem Związku Polskich Artystów Plastyków. Najbardziej płodny okres twórczy przypadł na lata 1970-1985. Tworzył sceny batalistyczne i obrazy związane z dziejami Oręża Polskiego. Częstym tematem była polska kawaleria. Przygotowując się do pracy, Mesjasz przeprowadzał oględziny terenów walk. Kolekcjonował militaria. Spod jego pędzla wyszła m.in. kopia obrazu Wojciecha Kossaka, Czuwaj, straż nad Wisłą o wymiarach 2 x 1,5 m, namalowana na podstawie pocztówki. Zmarł 29 maja 2007 w Częstochowie. Obrazy Edwarda Mesjasza znajdują się m.in. w Muzeum Wojska Polskiego w Warszawie i Kanadyjskim Muzeum Wojny w Ottawie.

## Obrazy
Wiele obrazów Edwarda Mesjasza znajduje się w kolekcjach prywatnych:
- Amazonka –  olej na płótnie 54 × 41,5 cm
- Bitwa pod cmentarzem w Woli Gułowskiej 4 października 1939 –  Kanadyjskie Muzeum Wojny w Ottawie, olej na płótnie 109 × 158 cm[5]
- Bitwa pod Mokrą – Muzeum Wojska Polskiego, Warszawa[3]
- Hubalczycy –  1948, olej na płótnie 60 × 95 cm
- Józef Piłsudski –  1991, olej na płótnie 46 × 33,5 cm, wg W. Kossaka
- Konny patrol –  1960, olej na tekturze 23 × 28,5 cm
- Oblężenie Jasnej Góry –  olej na płótnie 87 × 128 cm
- Oblężenie Jasnej Góry –  olej na płótnie 89 × 130 cm
- Ostatnia szarża kawalerii polskiej: Borujsko-Wał Pomorski 1945 –  olej na płótnie 135 × 240 cm
- Partyzancki patrol –  1951, olej na płótnie 80 × 120 cm
- Patrol konny –  olej na płótnie 70 × 100 cm
- Tadeusz Kościuszko ze sztabem pod Racławicami - 1991 rok, olej na płótnie, 70 x 120 cm
- Pejzaż z drzewem –  1994, olej na płycie 24,5 × 19,5 cm
- Pędzące konie –  olej na tekturze 25 × 30 cm
- Szarża 1 szwadronu 19 Pułku Ułanów Wołyńskich pod Ostrowami w dniu 2.IX.1939
- Szarża ułanów –  olej na płótnie 85 × 115 cm
- Ułan Jazłowiecki
- Ułan na koniu –  1997, olej na płycie 38,7 × 29,5 cm, w owalu
- Ułan z proporcem Wołyńskiej Brygady kawalerii
- Żołnierz napoleoński w zamieci –  olej na płótnie 85 × 115 cm
- 19 Pułk Ułanów Wołyńskich w marszu